# Teruko Miyamoto
Teruko Miyamoto (宮本輝子?, Miyamoto Teruko; Kumamoto, 31 maggio 1952) è un'ex cestista giapponese.

## Carriera
Con il Giappone ha disputato i Giochi olimpici di Montréal 1976 e i Campionati mondiali del 1975.